# Carmona, Cavite
Đô thị Carmona (Tiếng Filipino: Bayan ng Carmona) là đô thị hạng 4 ở tỉnh of Cavite, Philippines. Theo điều tra dân số năm 2007, đô thị này có dân số 68.135 người với diện tích 30,9  km².

## Các đơn vị dân cư
Carmona được chia thành 14 khu dân cư (khu phố) (barangay).
- Bancal
- Cabilang Baybay
- Lantic
- Mabuhay
- Maduya
- Milagrosa
- Barangay 1 (Pob.)
- Barangay 2 (Pob.)
- Barangay 3 (Pob.)
- Barangay 4 (Pob.)
- Barangay 5 (Pob.)
- Barangay 6 (Pob.)
- Barangay 7 (Pob.)
- Barangay 8 (Pob.)